# 胡定吾
胡定吾（英語：Benny Hu，1949年—），臺灣投資銀行家，生於台北市，籍貫中國大陸浙江永嘉，中國國民黨籍，為台灣最早的創業投資銀行家之一，曾任中華開發總經理、中華開發工業銀行董事長。

## 生平
其父胡炘，曾任中華民國總統府蔣中正時期的侍衛長，中華民國駐新加坡代表團代表。其母胡章蘊文。
1968年，進入台灣大學政治系國際關係組，同學包括中華民國第12、13任總統馬英九、前臺中市長胡志強、前外交部次長李大維等人。大二時，當選台大學生代表聯合大會（簡稱代聯會）主席，是台大史上首位在大二就當選的學生，而他代聯會任內的秘書長，正是馬英九。
獲得中山獎學金，赴美國留學，進入耶魯大學國際經濟研究所，獲碩士學位。之後進入賓州大學華頓商學院，1984年取得財務管理碩士。畢業後，進入證券業工作，逐步升至國際投信副總經理、中華投信總經理、董事長。
1993年，出任中華開發總經理。
2001年3月，獲中華民國行政院聘為無任所大使。同年6月，中華開發進行董監事改選，胡定吾結合董事會中數名成員，希望取得董事長一職。胡定吾雖然當選常務董事，但劉泰英在連任董事長後，召開董事會，撤換了胡定吾的總經理職務，由林軍接任。胡定吾轉任中華開發與摩根士丹利公司合組的資產管理公司（AMC）董事長。
2002年，劉泰英因涉及多項金融弊案，遭檢方起訴。2003年，在陳水扁政府的支持下，胡定吾出任中華開發工業銀行董事長。
2012年，參與創辦生華生物科技公司，擔任董事長，由宋台生擔任總經理。

## 爭議事件

### 遠航掏空案
2008年5月，遠東航空因為公司資金被掏空而停飛。台北地檢署認為，胡定吾與遠東航空前董事長崔湧、前總經理陳尚群等9人，涉挪用遠航資金轉投資遠邦投顧公司等方式掏空遠航資金6億元，起訴胡定吾等人。
2012年9月29日，台北地方法院一審判決，認為胡定吾身兼中華開發總經理等職務，未直接管理遠東航空，未涉入掏空，判決胡定吾無罪。 （页面存档备份，存于）嗣迭經二審及三審法院審理結果，均維持一審判決，判認胡定吾無罪定讞。 （页面存档备份，存于）

### 涉及挪用公司資金
2010年，台北地檢署認定，胡定吾任職前中華開發公司總經理時，與副總經理廖光照，在1995年、1998年及2001年，為鞏固經營權，胡等人花費五千餘萬元用於股東會紀念品及徵求委託書等，皆由中華開發埋單，使公司遭受財產上的損失，且將內容不實的事項填製會計憑證或記入帳冊，涉嫌挪用公司資金蒐購委託書及作假帳，胡定吾等人以違反商業會計法、銀行法、刑法業務侵占等罪被起訴。
2011年2月1日，由於胡已跟中華開發工銀達成和解願賠錢，台北地院昨將胡判刑一年八月，緩刑二年。 （页面存档备份，存于）嗣雖經檢察官上訴，惟二審法院駁回檢察官上訴而確定。 因前述緩刑期滿，胡定吾經宣告之前述罪刑已歸於消滅。

## 家庭
其妻郭惠文，兩人生有二子一女。其子胡亦嘉為街口支付創辦人。